# 변혜숙
변혜숙(1990년 11월 26일 ~)은 대한민국의 성우이다. 2014년 KBS 39기 공채 성우로 데뷔했다.

## 외화
- 닥터후 시즌 10(KBS) - 도트(3화) / 빌의 엄마(로지 제인,8화) / 아이의 엄마(엠마 핸디,8화)
- 디셉션(KBS) - 애디(로렌 비트너,6화) / 앤(빅토리아 카르타헤나,11화)

## 방송
- KBS 1TV <내고향 스페셜> 내레이션
- KBS 3라디오 <오늘의 신문 2부> 진행
- KBS 1라디오 <라디오중심, 목진휴> 예고스팟
- KBS 한민족방송 <오늘과 내일> 남북뉴스
- KBS 1라디오 <인문학 산책> 연기 및 낭독
- KBS 2라디오 <교통캠페인> 내레이션
- KBS 한민족방송 <보고싶은 얼굴 그리운 목소리> 콩트퀴즈
- KBS 한민족방송 <경제를 배웁시다> 콩트퀴즈
- KBS 1라디오 <우리는 한국인입니다> 편지낭독
- KBS 1라디오 클래식 음악동화 <부엉이 아저씨, 음악가 이야기 좀 들려주세요!>
- KBS 3라디오 <라디오 여행기>
- 오늘이 마지막은 아닐거야(2015.10월~11월) 낭독
- 가장 가까운 유럽, 핀란드(2016.4월~5월) 낭독

## 라디오 드라마

### KBS 무대(KBS 한민족방송)
- 김근영 <수호석이 되는 시간> (안내녀)
- 허은경 <수난이대> - 반장
- 박경원 <문을 닫다> - 황할머니
- 전희영 <로맨스 마마> - 이모
- 최복희 <어느 쨍한 날> - 경호처
- 박정희 <논개> - 기생
- 마미성 <개과천선> - 홍여사
- 문지영 <약국여자> - 애란모
- 이윤영 <금혼식> - 희선
- 김춘미 <기적소리> - 대구댁
- 이주향 <죽거나 죽이거나> - 아나운서
- 오현후 <사랑을 연결합니다> - 앵커
- 김인숙 <연극이 끝난 후> - 민옥
- 김유진 <만삭의 세입자> - 부동산

### 라디오 독서실(KBS 2라디오)
- 편혜영 <몬순> - 간호사
- 박형서 <무한의 흰 벽> - 범수
- 조경란 <밤을 기다리는 사람에게> - 미래엄마
- 박완서 <후남아, 밥 먹어라> - 상담사
- 김금희 <옥화> - 춘자
- 정지아 <자본주의의 적> - 큰아들
- 정미경 <목놓아 우네> - 큰고모
- 황태환 <유나> - 여학생
- 김숨 <초야> - 큰어머니
- 김용희 <향나무 베게를 베고 자는 잠> - 학예사
- 천정완 <동탯국> - 여자
- 하성란 <개를 데리고 다니는 여인> - 명희 2
- 송지현 <흔한, 가정식 백반> - 103호
- 김연수 <벚꽃 새해> - 아내
- 윤이형 <러브 레플리카> - 최경/최경2
- 김성종 <1973년 여름, 베를린의 안개> - 우부인
- 장우석 <파트너> - 교장
- 정소현 <어제의 일들> - 어머니
- 이기호 <권순찬과 착한 사람들> - 헤어여사장
- 김금희 <조중균의 세계> - 나
- 장강명 <알바생 자르기> - 은영
- 권여선 <이모> - 나

### 라디오 극장(KBS 한민족방송)
- 정유정 <내 인생의 스프링 캠프> - 할머니
- 천명관 <고래> - 수련
- 김대현 <홍도> - 유끼
- 류영국 <만월까지> - 정의손부
- 유영민 <오즈의 의류수거함> - 채팅녀
- 조정래 <인간 연습> - 실비네
- 박지리 <양춘단 대학 탐방기> - 명진네
- 정유정 <7년의 밤> - 강은주
- 박민규 <삼미 슈퍼스타즈의 마지막 팬클럽> - 사모님
- 김범 <할매가 돌아왔다> - 엄마
- 강영숙 <라이팅 클럽> - 주인집할머니
- 박하익 <선암여고 탐정단> - 교장/효조/연주
- 박수정 <프로젝트S> - 엄마
- 서진 <하트브레이크 호텔> - 제니

#### 소설극장(KBS 3라디오)
- 신봉승 <왕을 만든 여자> - 옥화/신씨
- 임형욱 <그대를 사랑합니다> - 조순이
- 정유정 <28> - 마야
- 정재민 <보헤미안 랩소디> - 서연/이석화
- 미구엘 드 세르반테스 <돈끼호테> - 루스신다
- 박민규 <죽은 왕녀를 위한 파반느> - 그녀
- 이광수 <무정> - 주인집노파
- 양귀자 <원미동 사람들> - 어머니